# Хонда Томору
Хонда Томору (31 грудня 2001) — японський плавець.
Призер Олімпійських Ігор 2020 року.
Призер Чемпіонату світу з плавання серед юніорів 2019 року.